# جمال عماني
 جمال عماني  (1962 الجزائر) هو لاعب كرة قدم جزائري.

## روابط خارجية
- جمال عماني على موقع الاتحاد الدولي (مؤرشف)  (الإنجليزية)
- جمال عماني على موقع اتحاد تركيا (لاعب) (الإنجليزية)
- جمال عماني على موقع قاعدة بيانات كرة القدم.إي يو (الإنجليزية)
- جمال عماني على موقع ناشيونال فوتبول تيمز (الإنجليزية)